# 绍尔拉赫
绍尔拉赫（德語：Sauerlach，發音：[ˈzaʊɐlax]）是德国巴伐利亚州上巴伐利亚行政区慕尼黑县的市镇，面积56.95平方千米，2023年12月31日人口为8,210人。